# Erdrich Umformtechnik
Erdrich Umformtechnik ist ein Automobilzulieferer mit Hauptsitz im Renchener Ortsteil Ulm. Tochtergesellschaften existieren in Sömmerda (Thüringen), Krnov (Tschechien), Changzhou (China) und Dublin (USA).
Erdrich Umformtechnik fertigt unterschiedliche Metallkomponenten für die Automobilindustrie wie Gehäuse für Elektronikbaugruppen, Teile für Sitzschienen, im Fahrzeuginnenraum, Fahrwerkslenker, Bremskolben und Lamellenträger.
Im Jahr 1962 wurde die Sander Umformtechnik GmbH & Co. KG durch Rolf Sander und Adolf Hättig in Oberkirch gegründet. Das Unternehmen produzierte zu Beginn Schnitt- und Stanzwerkzeuge für die Blechumformung und fertigte später selbst Stanz- und Biegeteile in Serie. Im Jahr 1975 erfolgte ein wachstumsbedingter Umzug des Unternehmens nach Renchen-Ulm. 1977 übernahm Georg Erdrich zusammen mit Adolf Hättig die Geschäftsführung. Nach dem Eintritt Adolf Hättigs in den Ruhestand 1993 wurde die alleinige Geschäftsführung von Georg Erdrich übernommen. Innerhalb der Sander-Gruppe existierte zu diesem Zeitpunkt bereits die EUT Erdrich Umformtechnik GmbH & Co. KG mit Sitz in Sömmerda. Im Jahr 2011 wurden die Produktionswerke Erdrich und Sander der Sander-Firmengruppe unter dem Namen Erdrich Umformtechnik zusammengeführt. Im Jahr 2017 wurde die Geschäftsführung von Georg Erdrich an Nicolas Erdrich übertragen. Nicolas Erdrich stellte als CEO gemeinsam mit Franz-Bernd Schenke als COO und Joachim Schulz als CFO von 2017 bis 2022 die Geschäftsführung.
Seit 1. Januar 2023 besteht die Geschäftsführung aus Michael Weis (CEO) und Joachim Schulz (CFO). Nicolas Erdrich ist seither als geschäftsführender Gesellschafter tätig.